# 新竹縣尖石鄉立圖書館
新竹縣尖石鄉立圖書館為新竹縣尖石鄉成立的公共圖書館，隸屬於尖石鄉公所。